# Radoslav Židek
Radoslav Židek (Žilina, 15 ottobre 1981) è uno snowboarder slovacco.

## Palmarès

### Olimpiadi
- Argento a Torino 2006 nello snowboard cross.